# Kville
För andra betydelser, se Kville (olika betydelser).
Kville är en ort i Kville socken, belägen utefter länsväg 163 i Tanums kommun i Bohuslän. Från 2015 avgränsar SCB här två småorter.
I Kville, som är kyrkbyn i Kville socken, finns Kville kyrka, en av Sveriges största landsortskyrkor.
Här fanns förr ett gästgiveri.